# Wilhelm Heckel (Instrumentenbauer)

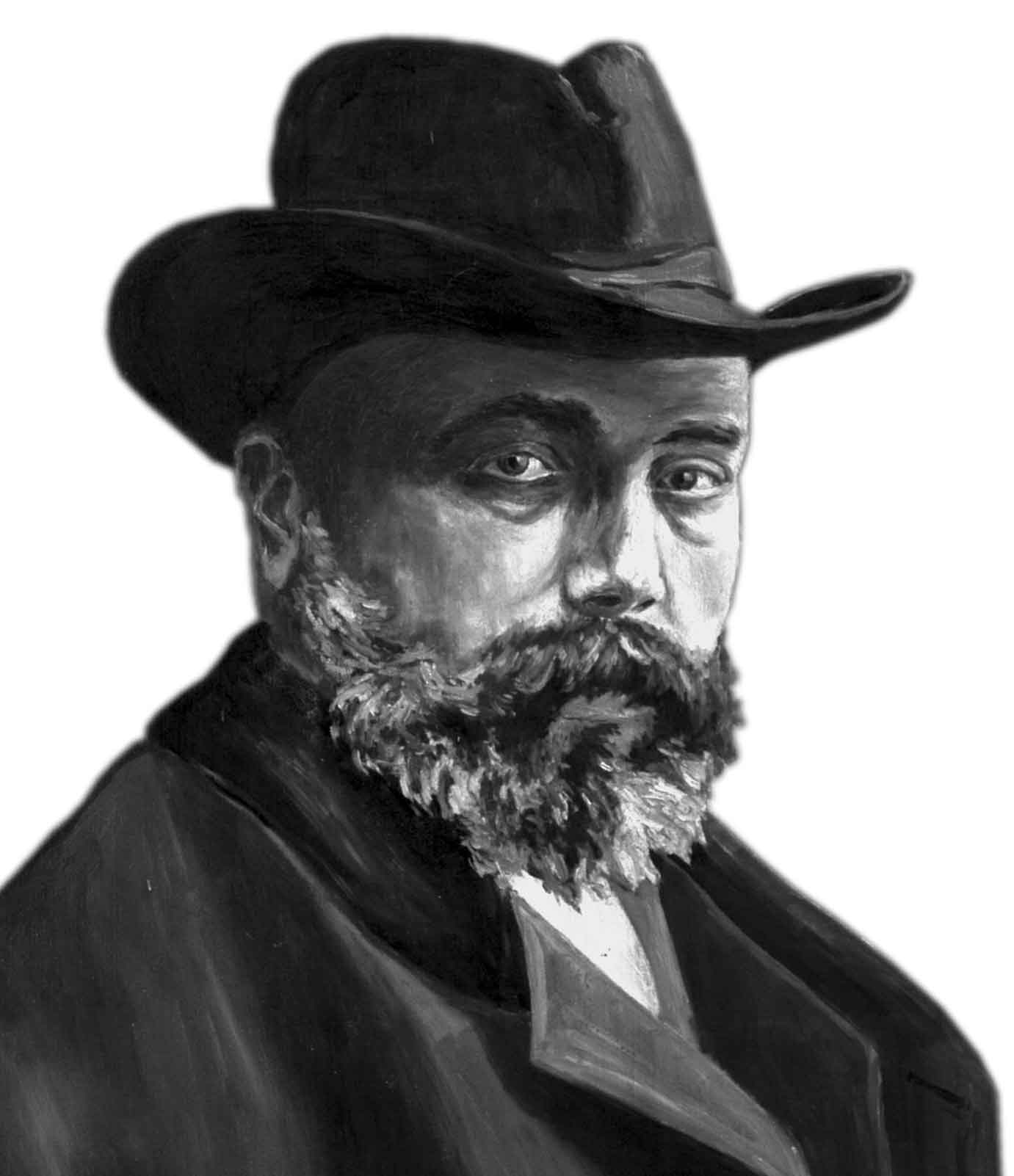
Wilhelm Heckel, Ölgemälde von Franz Groffy 1932

Wilhelm Heckel (* 25. Januar 1856 in Biebrich; † 13. Januar 1909 ebenda) war ein deutscher Musikinstrumentenbauer.
Er war der Sohn von Johann Adam Heckel (1812–1877) und der Elisabeth Heckel geb. Steinhauer (1815–72). Wilhelm Heckel benannte das von seinem Vater gegründete Unternehmen in Wilhelm Heckel Biebrich um.
Heckel lernte sein Handwerk im Betrieb des Vaters. Nach dessen Tod 1877 übernahm er die Leitung des Geschäfts. Es gelang ihm, die im Vergleich zu älteren Instrumenten festgestellte verminderte Klangqualität des übernommenen Heckel-Almenräder-Fagotts entscheidend zu verbessern. Das von Heckel entwickelte, aber von seinem Angestellten Friedrich Stritter 1877 zum Patent angemeldete, neue Kontrafagott beeindruckte Richard Wagner so stark, dass er die Konstruktion des Heckelphons anregte. Neben dieser Neuentwicklung betrieb Heckel den renommierten Bau sämtlicher Typen der Holzblasinstrumente weiter.
Aus seiner Ehe mit Emma du Fais (1859–1921), der Tochter des Eisenbahnsekretärs Karl du Fais, gingen drei Söhne und zwei Töchter hervor, darunter Wilhelm Hermann Heckel (1879–1952), sein Nachfolger als Instrumentenbauer, und August Heckel (1880–1914).